# Gerbillurus tytonis
Gerbillurus tytonis је врста глодара из породице мишева.

## Распрострањење
Ареал врсте је ограничен на једну државу. Намибија је једино познато природно станиште врсте.

## Угроженост
Ова врста није угрожена, и наведена је као последња брига јер има широко распрострањење.